# F2b
F2b é uma empresa de cobrança online que permite pessoas e empresas cobrarem e receberem por produtos e serviços.

## Histórico
A F2b foi fundada no Brasil no ano de 2000

, mesmo ano em que foi criada a empresa norte-americana de meios de pagamento PayPal.
O ano de 2000 coincidiu com o auge do movimento conhecido como bolha da internet, representado pelo surgimento e desaparecimento de muitas empresas "ponto com". Neste ano e nos seguintes a F2b fez parcerias com diversas empresas representativas da época: Fun by Net

, iMusica

, Miracula

, VirtualCred

, BoldCron

e Mandic

, entre outras.
Após este período voltado ao comércio eletrônico, desenvolveu diferentes serviços e tecnologias até consolidar aqueles que compõem operação atual, entre eles: vale-presente

, escrow (pagamento e logística)

, transações por telefone usando VoiceXML

, cobrança

e pedido online

, pagamentos

e consultas comerciais

por SMS, recarga de créditos para telefones pré-pagos e serviços de correspondente bancário.

## Regulamentação
Com a criação e consolidação de várias empresas no setor, a partir de 2009, surgiu o termo "facilitador"

para distinguir essas empresas das demais entidades envolvidas nos fluxos de pagamentos, como bancos e administradoras de cartões de crédito. Na época, as administradoras chegaram a ser acusadas de limitar a concorrência dos facilitadores

.
Em 17 de maio de 2013 foi publicada a Medida Provisória 615/13

que, no seu artigo 6°, cria a definição de "arranjo de pagamento". A Medida Provisória foi aprovada pelo Congresso Nacional em 09/09/2013

, transformada na Lei 12.865/13 ,
quando o Banco Central

passou a ter 180 dias para preparar sua regulamentação.